# Catolaccus kumatshjovi
Catolaccus kumatshjovi is een vliesvleugelig insect uit de familie Pteromalidae. De wetenschappelijke naam is voor het eerst geldig gepubliceerd in 1980 door Dzhanokmen.